# Critical Pedagogy Primer
Critical Pedagogy Primer (»Početnica kritičke pedagogije«) knjiga je Joea L. Kincheloea u izdanju Petera Langa. Kao i ostali „priručnici” koje je objavio Peter Lang, riječ je o uvodnom tekstu na temu kritičke pedagogije namijenjenom široj publici uz korištenje pristupačnijeg jezika. Knjiga ima široke margine prikladne za bilješke čitatelja, a mnogi pojmovi i njihove definicije uključeni su u te margine radi pristupačnosti.
Kincheloe ne samo da uvodi temu kritičke pedagogije, već se trudi i vizualizirati budućnost kritičke pedagogije kroz svoj pojam „evoluirajuće kritičnosti” i neprestano mijenjajuće polje kritičke teorije.

## Sažetak
Rad je podijeljen u pet poglavlja, uključujući i uvod. Uvod služi objašnjavanju uloge kritičke pedagogije u demokratskom društvu, inzistirajući na tome da se „pitanja demokracije i pravde ne mogu odvojiti od najtemeljnijih značajki poučavanja i učenja”. Drugo poglavlje govori o temeljima kritičke pedagogije. Treće poglavlje objašnjava ulogu i provedbu obrazovne filozofije u školama. Četvrto poglavlje objašnjava ulogu kritičke pedagogije u istraživanju, a peto poglavlje objašnjava kritičku pedagogiju i spoznaju.

Središnje karakteristike kritičke pedagogije nude se uz priznanje da njegov „pogled” odražava vlastite pristranosti. Njegov stav jest da je kritička pedagogija utemeljena na široj obrazovnoj viziji pravde i jednakosti koja edukatorima daje odgovornost da pomognu učenicima da „identificiraju podmukle sile koje potkopavaju” njihov uspjeh, što ovu filozofiju čini inherentno političkom.
Kincheloe objašnjava da je kritička pedagogija posvećena ublažavanju ljudske patnje, te kritizira neoliberalnu politiku i „tržišno vođene, globalizirane ekonomske sustave koje svijetu nameću Sjedinjene Američke Države i ostale industrijalizirane nacije putem Svjetske trgovinske organizacije (WTO) i Međunarodnog monetarnog fonda (MMF)", jer vjeruje da su ti sustavi pogoršali svjetsko siromaštvo. Kritička pedagogija u školama, kao produžetak, predložena je kako bi se osiguralo da škole ne nanose štetu svojim učenicima okrivljujući učenike za vlastite neuspjehe ili ne poštujući znanje koje učenici svakodnevno donose sa sobom u učionicu. Učenički bijes i razočaranje školskim sustavom smatra logičnim odgovorom na sustav koji je prema njima neprijateljski nastrojen. Kao jedan od primjera tog neprijateljstva navodi praćenje.
Kincheloe objašnjava da se kritička pedagogija „ostvaruje kroz upotrebu 'generativnih tema' za čitanje riječi i svijeta te procesa postavljanja problema.” Crpeći od brazilskog pedagoga i filozofa Paula Freirea, Kincheloe identificira nastavni plan i program koji postavlja učenike kao istraživače, a učionice i učitelje kao postavljače problema. Obrazovanje postaje usmjereno na učenika, identificirajući ono što je kritično za njihovu dobrobit u smislu pitanja vrijednih evaluacije. Učitelji tada moraju postati istraživači svojih učenika kako bi pomogli u formuliranju problema s kojima se njihovi učenici suočavaju u kontekstu u kojem se oni mogu riješiti. Učitelj se ne odriče odgovornosti za svoju učionicu, ali mora ostati u poziciji autoriteta kao netko tko upravlja svojim predmetom. Prema Kincheloeu, ovo je često pogrešno tumačenje kritike bankarskog modela obrazovanja istaknutog u Freireovoj Pedagogiji potlačenih. Freire je kratko prije smrti rekao Kincheloeu da „učitelji često daju učenicima znanje na koje učenici zatim reagiraju, odbacuju ga, reinterpretiraju, analiziraju i provode u djelo.”
Kincheloe također kritizira pozitivizam i navodi da je kritika pozitivizma ključna za kritičku pedagogiju (ali i kritičku teoriju općenito). Cilj filozofije je smanjiti nagon za redukcijom u pogledu složenosti učenika, jer „svako ljudsko iskustvo obilježeno je nesigurnostima”. Ta je ideja također povezana s idejom znanosti kao sile koja regulira, a kritička pedagogija zahtijeva „proučavanje znanosti u kulturnim i povijesnim kontekstima, postavljajući pitanja u koje svrhe je stavljena i čijim interesima služi", zbog zabrinutosti da dominantna stajališta mogu i hoće biti normalizirana. Jedan od ciljeva kritičke pedagogije je demontirati prisvajanje onoga što bi trebala biti demokratska okupljanja.
Ovaj otpor dominantnim silama, koji ima svoje korijene u marksizmu, opet je dio cilja kritičke pedagogije da ublaži patnju. Kincheloe objašnjava kako korijeni kritičke pedagogije također dolaze iz Frankfurtske škole kritičke teorije. Ona nadilazi marksističku ideologiju, koja ne priznaje da u 21. stoljeću postoji mnogo više oblika moći od kapitala.